# Endy Croes
Jan Hendrik (Endy) Croes (Aruba, 24 juli 1967) is een Arubaans politicus en sinds 8 januari 2025 lid van de Staten van Aruba voor de partij MEP. Hij was van 20 september 2021 tot 16 oktober 2024 minister van Onderwijs en Sport in het kabinet-Wever-Croes II. Tussen 2017 en 2021 was hij lid van de Staten van Aruba.

## Leven
Endy Croes groeide op in het district van Santa Cruz en is een van de vier kinderen uit het gezin van Sofia Theresita Rasmijn en ondernemer Everaldo Benedicto (Efe) Croes. In zijn jeugd deed hij aan muziek en sport; vooral honkbal en softbal waren zijn passie. In 1989 rondde hij in Nederland zijn MBO-opleiding als chemisch analist af en behaalde twee jaren later een associate degree in dezelfde studierichting. 
Na terugkeer op Aruba was hij van 1991 tot 2001 werkzaam voor de olieraffinaderij Coastal. Hierna werd hij ondernemer en richtte diverse bedrijven op. Van 2001 tot 2009 was hij (vice)voorzitter van het bestuur van Lotto pa Deporte (LPD) en was vervolgens van 2009 tot 2010 haar algemeen directeur. In deze periode was Croes actief met het promoten van evenementen en vervulde hij diverse functies als sportbestuurder in en buiten Aruba. Hij was onder meer voorzitter van de Arubaanse Softbalbond; ondervoorzitter van de Wereld Honkbal- en Softbalconfederatie (WBSC), Pan-Amerikaanse Softbalconfederatie (CONPASA) en de Anglo-Caribische Softbalconfederatie (ECASC) en bestuurslid van de Zuid-Amerikaanse Softbalconfederatie (CONSURSA).
Croes stapte in de politiek in 2013. Hij werd kandidaat nr. 13 op de MEP-lijst bij de statenverkiezingen en behaalde 504 voorkeurstemmen. Na de verkiezingen in 2017 werd hij gekozen tot lid van de Staten van Aruba. In 2021 werd hij herkozen met 1006 voorkeurstemmen, maar trad in september 2021 af nadat hij benoemd werd tot minister van Onderwijs en Sport in het kabinet-Wever-Croes II. Daarnaast fungeert hij als secretaris-generaal van de MEP-partij.
Op 16 oktober namen de Staten van Aruba een motie van wantrouwen tegen hem aan vanwege de manier waarop Croes omging met de fraudezaak bij Stichting Sportsubsidie Aruba (SSA) en de invloed die hij uitoefende op de stichting, onder meer met betrekking tot het fondsbeheer. Sinds september 2024 is door twee onderzoeken van de Algemene Rekenkamer Aruba (ARA) aan het licht gekomen dat er sprake was van onregelmatigheden en verduistering van gelden bij SSA.
Croes is gehuwd met Dilaila Odor en samen hebben zij zeven kinderen.

## Zaak LPD
Op 1 april 2009 trad Croes als algemeen directeur in dienst van de stichting Lotto pa Deporte, een Arubaanse loterij die de sport steunt. Begin 2010 werd hij geschorst en vervolgens ontslagen per rechterlijke beschikking wegens vermeende ongeregeldheden en misbruik van geldmiddelen, e.e.a. zoals vastgelegd in het onderzoeksrapport van accountantskantoor Ernst & Young Aruba (EY). Teneinde zijn naam te zuiveren spande hij in 2015 een rechtszaak tegen EY aan wegens onrechtmatige daad en schade, welke vordering in 2018 in hoger beroep werd toegewezen. Geconstateerd waren gebreken in de onderzoeksprocedure, met name het proces van hoor en wederhoor. De uitspraak werd vervolgens in cassatie bekrachtigd, doch EY blijft volharden in de inhoud van haar onderzoeksrapport. Sedert 2019 loopt er tegen EY een gerechtelijke procedure voor schadevergoeding.